# Jofré Llançol i Escrivà
Jofré Llançol i Escrivà, známý také jako Jofré de Borja y Escrivà a Jofré de Borja y Doms (asi 1390, Xátiva – 1436/1437, Valencie), byl španělský šlechtic z Xátivy ve Valencijském království. Výhodně se přiženil do bohaté a vlivné rodiny Borgiů. Byl strýcem kardinála Luise Juana del Milà a otcem papeže Alexandra VI.

Erb rodiny Borgiů

## Biografie
Narodil se okolo roku 1390 v Xátivě ve Valencijském království v Aragonské koruně. Byl synem Rodriga Gila de Fennolet a jeho manželky Sibilie de Escrivà y Pròixita. Po svatbě s bohatou Isabellou de Borgia y Cavanilles se stal hlavou nejmocnější větve rodiny Borgiů, dokonce přijal její jméno, a strávil zbytek života v rodinném sídle, které stálo na ulici Ventres v Xátivě. Zemřel buď v roce 1436, nebo 1437 ve španělské Valencii.

## Rodina
Jofré Llançol i Escrivà si vzal za ženu svou vzdálenou sestřenici Isabellu de Borgia y Cavanilles, která byla dcerou Dominga de Borja a jeho ženy Franciny Llançol, sestry v té době velmi vlivného Alonsa Borgii, který se později stal papežem Kalixtem III.
Pár měl pět dětí:
- Rodrigo de Llançol y Borja (1431–1503) – stal se papežem Alexandrem VI.[4]
- Pedro Luis de Llançol y Borja († 1458) – stal se markýzem z Civitavechie a baronem ze Spoleta.
- Joana de Llançol y Borja (?–?) – vzala si Pedra Guilléna Llançol, lorda z Villalonga.
- Tecla de Llançol y Borja († 1462) – vzala si Vidala de Vilanova, lorda z Pega a Murla.
- Beatrix de Llançol y Borja (?–?) – vzala si Ximena Péreze de Arenós, lorda z Puebla de Arenos.